# Chipre nos Jogos Olímpicos de Verão de 1984
Chipre participou dos Jogos Olímpicos de Verão de 1984, realizados em Los Angeles, nos Estados Unidos. 
Foi a segunda aparição do país nos Jogos Olímpicos, onde foi representado por dez atletas, todos eles homens, que competiram em quatro esportes.

## Competidores
Esta foi a participação por modalidade nesta edição:
| Esporte   | Masculino | Feminino | Total |
| --------- | --------- | -------- | ----- |
| Atletismo | 3         | 0        | 3     |
| Ciclismo  | 1         | 0        | 1     |
| Judô      | 2         | 0        | 2     |
| Tiro      | 4         | 0        | 4     |
| Total     | 10        | 0        | 10    |

## Desempenho

### Atletismo
Masculino
Eventos de pista
| Atleta             | Evento              | Eliminatórias | Eliminatórias | Semifinal | Semifinal  | Final       | Final       | Ref.  |
| Atleta             | Evento              | Tempo         | Pos.          | Tempo     | Pos.       | Tempo       | Pos.        | Ref.  |
| ------------------ | ------------------- | ------------- | ------------- | --------- | ---------- | ----------- | ----------- | ----- |
| Marios Kassianidis | 10000 m             | 29:06.08      | 10º/bat. 3    | —         | —          | Não avançou | Não avançou | [ 3 ] |
| Marios Kassianidis | Maratona            | —             | —             | —         | —          | 2:32:51     | 62º         | [ 4 ] |
| Filippos Filippou  | 3000 m c/obstáculos | 8:30.09 q     | 7º/bat. 3     | 8:39.47   | 12º/bat. 1 | Não avançou | Não avançou | [ 5 ] |
| Filippos Filippou  | Maratona            | —             | —             | —         | —          | DNF         | DNF         | [ 4 ] |

Eventos de campo
| Atleta             | Evento             | Eliminatórias | Eliminatórias | Final       | Final       | Ref.  |
| Atleta             | Evento             | Marca         | Pos.          | Marca       | Pos.        | Ref.  |
| ------------------ | ------------------ | ------------- | ------------- | ----------- | ----------- | ----- |
| Dimitrios Araouzos | Salto em distância | 5.67          | 30º           | Não avançou | Não avançou | [ 6 ] |

### Ciclismo de estrada
Masculino
| Atleta         | Evento             | Tempo | Pos. | Ref.  |
| -------------- | ------------------ | ----- | ---- | ----- |
| Spyros Agrotis | Corrida individual | DNF   | DNF  | [ 7 ] |

### Judô
Masculino
| Atleta            | Evento | Fase de 64           | Fase de 32                    | Oitavas de final     | Quartas de final     | Semifinal            | Repescagem 1–3       | Final                | Final       | Ref.  |
| Atleta            | Evento | Adversário Resultado | Adversário Resultado          | Adversário Resultado | Adversário Resultado | Adversário Resultado | Adversário Resultado | Adversário Resultado | Pos.        | Ref.  |
| ----------------- | ------ | -------------------- | ----------------------------- | -------------------- | -------------------- | -------------------- | -------------------- | -------------------- | ----------- | ----- |
| Ioannis Kougialis | −78 kg | —                    | SEN Guèye D Ippon/Harai-goshi | Não avançou          | Não avançou          | Não avançou          | Não avançou          | Não avançou          | Não avançou | [ 8 ] |
| Kostas Papakostas | −86 kg | —                    | JPN Nose D Ippon/Uchi-mata    | Não avançou          | Não avançou          | Não avançou          | Não avançou          | Não avançou          | Não avançou | [ 9 ] |

### Tiro
Misto
| Atleta                     | Evento         | Final  | Final | Ref.   |
| Atleta                     | Evento         | Pontos | Pos.  | Ref.   |
| -------------------------- | -------------- | ------ | ----- | ------ |
| Dimitrios Papakhrisostomou | Fossa olímpica | 176    | =35º  | [ 10 ] |
| Anastasios Lordos          | Fossa olímpica | 173    | 47º   | [ 10 ] |
| Petros Kyritsis            | Skeet          | 192    | =13º  | [ 11 ] |
| Mikhalakis Tymbios         | Skeet          | 95     | 69º   | [ 11 ] |

Legenda
| Recorde mundial      | Recorde mundial (World record)               |                       | Recorde africano                      | Recorde africano (African) |                                           | Q | Classificado por posição (Qualified) |
| Recorde olímpico     | Recorde olímpico (Olympic record)            | Recorde da América    | Recorde da América (Americas)         | q                          | Classificado por melhor tempo (Qualified) |   |                                      |
| Melhor marca do ano  | Melhor marca do ano (World leading)          | Recorde asiático      | Recorde asiático (Asian)              | DNS                        | Não largou (Did not start)                |   |                                      |
| Recorde nacional     | Recorde nacional (National record)           | Recorde europeu       | Recorde europeu (European)            | DNF                        | Não terminou (Did not finish)             |   |                                      |
| Recorde pessoal      | Recorde pessoal do atleta (Personal best)    | Recorde da Oceania    | Recorde da Oceania (Oceania)          | DSQ / DQ                   | Desclassificado (Disqualified)            |   |                                      |
| Recorde da temporada | Recorde da temporada do atleta (Season best) | Recorde sul-americano | Recorde sul-americano (South America) | NM                         | Sem marca (No mark)                       |   |                                      |